# Dublet (ubiór)

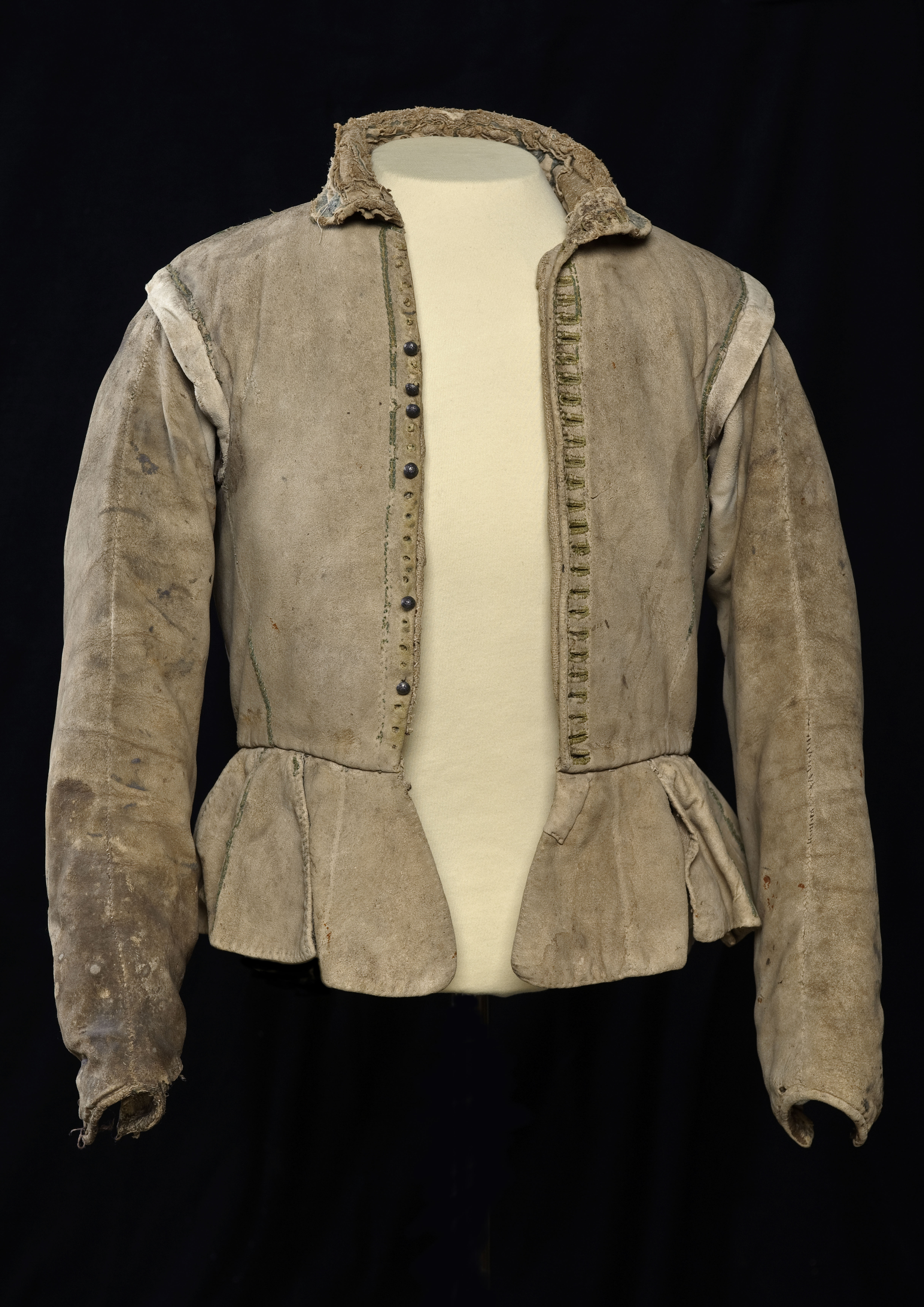
Dublet z XVI-XVII w.

Dublet (ang. doublet, fr. pourpoint) – obcisły kaftan spodni sięgający bioder z długimi rękawami lub bez rękawów, zwykle noszony pod ubraniem wierzchnim, noszony w okresie od XIV do XVII wieku.
Dublet wyewoluował z ubioru zakładanego przez rycerstwo pod kolczugi szytego z kilku warstw pikowanego gęsto płótna lnianego wypełnianego wełną lub bawełną. Po znacznym skróceniu w XIV wieku zastąpiły inną odzież wierzchnią, tzw. cotte i noszone były na wierzchu, co budziło moralne oburzenie. Cechą charakterystyczną był korpus zszywany z czterech części i z czasem zmieniał się głównie materiał oraz krój rękawa. Dodatkowo dublety posiadały od dołu dziurki do mocowania nogawic, do zapinania stosowano guziki, wiązadełka ze skuwkami i haftki. 
W XV wieku na rękawach pojawiły się wszywane na ramieniu pufki, które najprawdopodobniej w stroju wojskowym chronić miały ramię przed naciskiem naramiennika. W końcu XIV wieku pozbawione początkowo kołnierzy dublety zostały o nie uzupełnione. W XVI wieku upowszechniły się przy dublecie bardzo wąskie rękawy i w końcu tego wieku z mody wyszło pikowanie i dublet był strojem ściśle przylegającym do sylwetki. Ostatecznie z mody wyszły w połowie XVII wieku po ustanowieniu przez królów Francji i Anglii odmiennego stroju dworskiego.